# Козловское сельское поселение (Спировский район)
Ко́зловское се́льское поселе́ние (карел. Kozlovan kyläkunda) — упразднённое муниципальное образование в составе Спировского района Тверской области. На территории поселения находились 56 населённых пунктов. Центр поселения — село Козлово.
Образовано в 2005 году, включило в себя территории Ососьенского, Козловского, Еремеевского и Никулинского сельских округов.
Законом Тверской области от 5 апреля 2021 года № 19-ЗО к 17 апреля 2021 года было упразднено в связи с преобразованием Спировского муниципального района в муниципальный округ.

## Географические данные
- Общая площадь: 457,7 км².
- Нахождение: северная часть Спировского района.
  - Граничит:
    - на севере — с Максатихинским районом, Каменское СП
    - на востоке — с Максатихинским районом, Кострецкое СП и Ривицкое СП
    - на юго-востоке — с Лихославльским районом, Толмачевское СП
    - на юге — с Краснознаменским СП
    - на юго-западе — с Пеньковским СП
    - на северо-западе — с Вышневолоцким районом, Овсищенское СП

Основные реки — Тифина и её притоки Судомля и Синька. На севере — озеро Глухое.

С райцентром соединяет автодорога «Спирово—Козлово—Ососье».

## Население
По переписи 2002 года — 2011 человека, на 01.01.2008 — 1572 человек.

Национальный состав: русские и карелы (большинство деревень в поселении — карельские).

## Населенные пункты
На территории поселения находились следующие населённые пункты:
| №  | Тип нп | Название          | Население (2008 год) |
| -- | ------ | ----------------- | -------------------- |
| 1  | дер.   | Большое Плоское   | 36                   |
| 2  | дер.   | Бутино            | 6                    |
| 3  | дер.   | Захарово          | 16                   |
| 4  | дер.   | Коды              | 0                    |
| 5  | село   | Козлово           | 387                  |
| 6  | дер.   | Кочка             | 10                   |
| 7  | дер.   | Кутузово          | 0                    |
| 8  | дер.   | Ломовка           | 2                    |
| 9  | дер.   | Малое Козлово     | 53                   |
| 10 | дер.   | Малое Нивище      | 7                    |
| 11 | дер.   | Морозовка         | 4                    |
| 12 | дер.   | Пасынки           | 33                   |
| 13 | дер.   | Прудовка          | 4                    |
| 14 | дер.   | Светлая Заря      | 0                    |
| 15 | дер.   | Березай           | 0                    |
| 16 | дер.   | Большое Нивище    | 6                    |
| 17 | дер.   | Горма             | 0                    |
| 18 | дер.   | Горня             | 22                   |
| 19 | дер.   | Двойка            | 9                    |
| 20 | дер.   | Еремеевка         | 99                   |
| 21 | дер.   | Кресты            | 7                    |
| 22 | дер.   | Крутово           | 51                   |
| 23 | дер.   | Лежа              | 14                   |
| 24 | дер.   | Линдино           | 39                   |
| 25 | дер.   | Нестериха         | 5                    |
| 26 | дер.   | Овсяники          | 21                   |
| 27 | дер.   | Поляна            | 0                    |
| 28 | дер.   | Раменье           | 18                   |
| 29 | дер.   | Тихменево         | 27                   |
| 30 | дер.   | Цивилево          | 58                   |
| 31 | дер.   | Горка             | 12                   |
| 32 | дер.   | Городок           | 42                   |
| 33 | дер.   | Крапивка          | 14                   |
| 34 | дер.   | Никулино          | 178                  |
| 35 | дер.   | Спасоклинье       | 10                   |
| 36 | дер.   | Стырово           | 0                    |
| 37 | дер.   | Тимошкино         | 41                   |
| 38 | дер.   | Аржаное           | 20                   |
| 39 | дер.   | Береговая         | 2                    |
| 40 | дер.   | Бережки           | 3                    |
| 41 | дер.   | Большая Богданиха | 6                    |
| 42 | дер.   | Борисково         | 2                    |
| 43 | дер.   | Винжа             | 0                    |
| 44 | дер.   | Грязновец         | 10                   |
| 45 | дер.   | Данилково         | 19                   |
| 46 | дер.   | Долино            | 3                    |
| 47 | дер.   | Костыгово         | 0                    |
| 48 | дер.   | Кудри             | 1                    |
| 49 | дер.   | Лухново           | 64                   |
| 50 | дер.   | Медведково        | 18                   |
| 51 | дер.   | Ососье            | 123                  |
| 52 | дер.   | Пивоварово        | 15                   |
| 53 | дер.   | Пустошка          | 5                    |
| 54 | дер.   | Родина            | 0                    |
| 55 | дер.   | Тарасово          | 25                   |
| 56 | дер.   | Ямное             | 25                   |

### Бывшие населенные пункты
На территории поселения исчезли деревни: Бараново, Березовка, Бурга, Ерзовка, Житниково, Каменка, Коноплево, Курган, Павловское и другие.

## История
В середине XIX-начале XX века большинство деревень поселения относились к Лугининской, Козловской и Никулинской волостям Вышневолоцкого уезда.

После ликвидации губерний в 1929 году территория входила:
- в 1929—1935 гг. в Московскую область, Спировский район,
- в 1935—1937 гг. в Калининскую область, Спировский район,
- в 1937—1956 гг. в Калининскую область, Козловский район,
  - в 1937—1939 гг. в Калининскую область, Карельский национальный округ,
- в 1956—1963 гг. в Калининскую область, Спировский район,
- в 1963—1965 гг. в Калининскую область, Вышневолоцкий район,
- в 1965—1990 гг. в Калининскую область, Спировский район,
- с 1990 в Тверскую область, Спировский район.

## Известные люди
В деревне Горма родился Герой Советского Союза Андрей Степанович Виноградов. ( По данным http://www.warheroes.ru родился в деревне Хаменка)